# Spodnje Poljčane
Spodnje Poljčane – wieś w Słowenii, w gminie Poljčane. W 2018 roku liczyła 603 mieszkańców.